# Фролова-Багреева, Лидия Фёдоровна
Фролова-Багреева Лидия Фёдоровна (8 июня 1907, Санкт-Петербург — 6 июня 1997, Санкт-Петербург) — советская художница, живописец, график и прикладник, член Санкт-Петербургского Союза художников (до 1992 года — Ленинградской организации Союза художников РСФСР).

## Биография
Родилась 8 июня 1907 года в Петербурге в семье студента-медика. Отец Фёдор Михайлович Фролов-Багреев, дворянин по происхождению, окончил медицинский факультет Киевского университета и в 1913 году был направлен в город Семипалатинск командированным врачом-хирургом. К нему переехала вся семья: мать, жена Серафима Васильевна и двое детей. В 1925 Л. Фролова-Багреева окончила в Семипалатинске среднюю школу и с матерью приехала в Ленинград, где поступила на отделение монументальной живописи ленинградского ВХУТЕИНа. Занималась в мастерских К. С. Петрова-Водкина и А. И. Савинова. В 1930 окончила институт с присвоением звания художника монументальной живописи.
По окончании учёбы в 1930—1931 годах работала в Старом Петергофе на Гранильной фабрике по набору мозаики для Мавзолея В. И. Ленина в Москве. В дальнейшем работала художником по договорам. В 1934 вышла замуж за художника-живописца Крапивного Дмитрия Павловича, сокурсника по институту. В 1941 впервые участвовала во Всесоюзной художественной выставке в Москве, посвященной истории ВКП(б), представив картины «Сталин выступает на 16 съезде ВКП(б)» и «Ленин в студенческом кружке».
После начала Великой Отечественной войны оставалась в осаждённом Ленинграде. Награждена медалями «За оборону Ленинграда» и «За доблестный труд в Великой Отечественной войне». В 1942 вторично вышла замуж за Я. Б. Рабиновича, служившего на Балтийском флоте. В 1943 была принята в члены Ленинградского Союза Советских художников. Среди произведений, созданных Лидией Фроловой-Багреевой, картины «Офицер Балтийского флота» (1942), «У Малоконюшенного моста», «Комсомольская помощь» (обе 1943), «Портрет В. Я. Боголюбова» (1944), «У могилы А. В. Суворова» (1945), «Возвращение» (1947), «В. И. Ленин в марксистском кружке студентов электротехнического института» (1951), «Натюрморт» (1954), Портрет Н. С. Кровякова (1955), «Портрет участника Октябрьского революционного восстания, красногвардейца, потомственного путиловца-кировца А. С. Рыбакова» (1957), «Налёт продолжается» (1960), «Утро» (1961), «Портрет физика П. Феофилова», «Портрет С. Иванова, бригадира молодёжной бригады совхоза Ручьи» (обе 1964), «Герой Советского Союза С. П. Лисин» (1970), «Шпажисты», «Мы вологодские», «Портрет литературоведа Ю. Чирвы» (все 1971), «Портрет художника-декоратора Натуллы Абдуллаевой», «Портрет Д. Ольдерогге, члена-корреспондента Академии наук СССР, учёного-африканиста» (обе 1972), «В хореографическом кружке», «Песня» (обе 1975), «Портрет Героя Советского Союза снайпера Ф. Дьяченко», «Швея-мотористка Т. Чистякова» (обе 1976), «Наставница» (1980), «Снята блокада!» (1983) и другие.
Скончалась 6 июня 1999 года в Санкт-Петербурге.
Произведения Л. Ф. Фроловой-Багреевой находятся в Русском музее, в музеях и частных собраниях в России и за рубежом.

## Выставки
- 1951 год (Ленинград): Выставка произведений ленинградских художников.
- 1954 год (Ленинград): Весенняя выставка произведений ленинградских художников.
- 1957 год (Ленинград): 1917—1957. Выставка произведений ленинградских художников.
- 1960 год (Ленинград): Выставка произведений ленинградских художников.
- 1960 год (Москва): Советская Россия. Республиканская художественная выставка.
- 1961 год (Ленинград): «Выставка произведений ленинградских художников».
- 1964 год (Ленинград): Ленинград. Зональная выставка.
- 1970 год (Ленинград): Выставка произведений ленинградских художников, посвященная 25-летию победы над фашистской Германией.
- 1971 год (Ленинград): Наш современник. Каталог выставки произведений ленинградских художников 1971 года.
- 1972 год (Ленинград): По Родной стране. Выставка произведений ленинградских художников.
- 1976 год (Ленинград): Портрет современника. Пятая выставка произведений ленинградских художников'.
- 1976 год (Москва): Изобразительное искусство Ленинграда.
- 1978 год (Ленинград): Осенняя выставка произведений ленинградских художников.
- 1980 год (Ленинград): Зональная выставка произведений ленинградских художников'.
- 1984 год (Ленинград): Подвигу Ленинграда посвящается. Выставка произведений ленинградских художников, посвященная 40-летию полного освобождения Ленинграда от вражеской блокады.
- 1985 год (Ленинград): 40 лет Великой победы. Выставка произведений художников — ветеранов Великой Отечественной войны.